# Eotithoes palinii
Eotithoes palinii är en skalbaggsart som först beskrevs av Hope 1843.  Eotithoes palinii ingår i släktet Eotithoes och familjen långhorningar.
Artens utbredningsområde är:
- Gabon.
- Liberia.
- Sierra Leone.

Inga underarter finns listade i Catalogue of Life.